# Saser Kangri
Saser Kangri lub Sasir Kangri – najwyższy szczyt Saser Muztagh, najbardziej wysuniętego na wschód pasma Karakorum w północnych Indiach.
Masyw Saser Kangri składa się z pięciu wierzchołków:
- Saser Kangri I – 7672 m
- Saser Kangri II East – 7518 m
- Saser Kangri II West – 7500 m
- Saser Kangri III – 7495 m
- Saser Kangri IV – 7416 m

- W 1973 ekspedycja hindusko-tybetańska Straży Granicznej osiągnęła szczyt Saser Kangri I, jako pierwsi w historii.
- Saser Kangri II West zdobyty został 7 września 1985 przez zespół japońsko-hinduski.
- Saser Kangri III zdobyty został przez zespół hinduski.
- W 1987 brytyjsko-hinduska ekspedycja zdobyła Saser Kangri IV.
- Zespół Mark Richey, Steve Swenson i Freddie Wilkinson zdobył wschodni szczyt Saser Kangri II - 24 sierpnia 2011[1].